# Nicolas Frantz

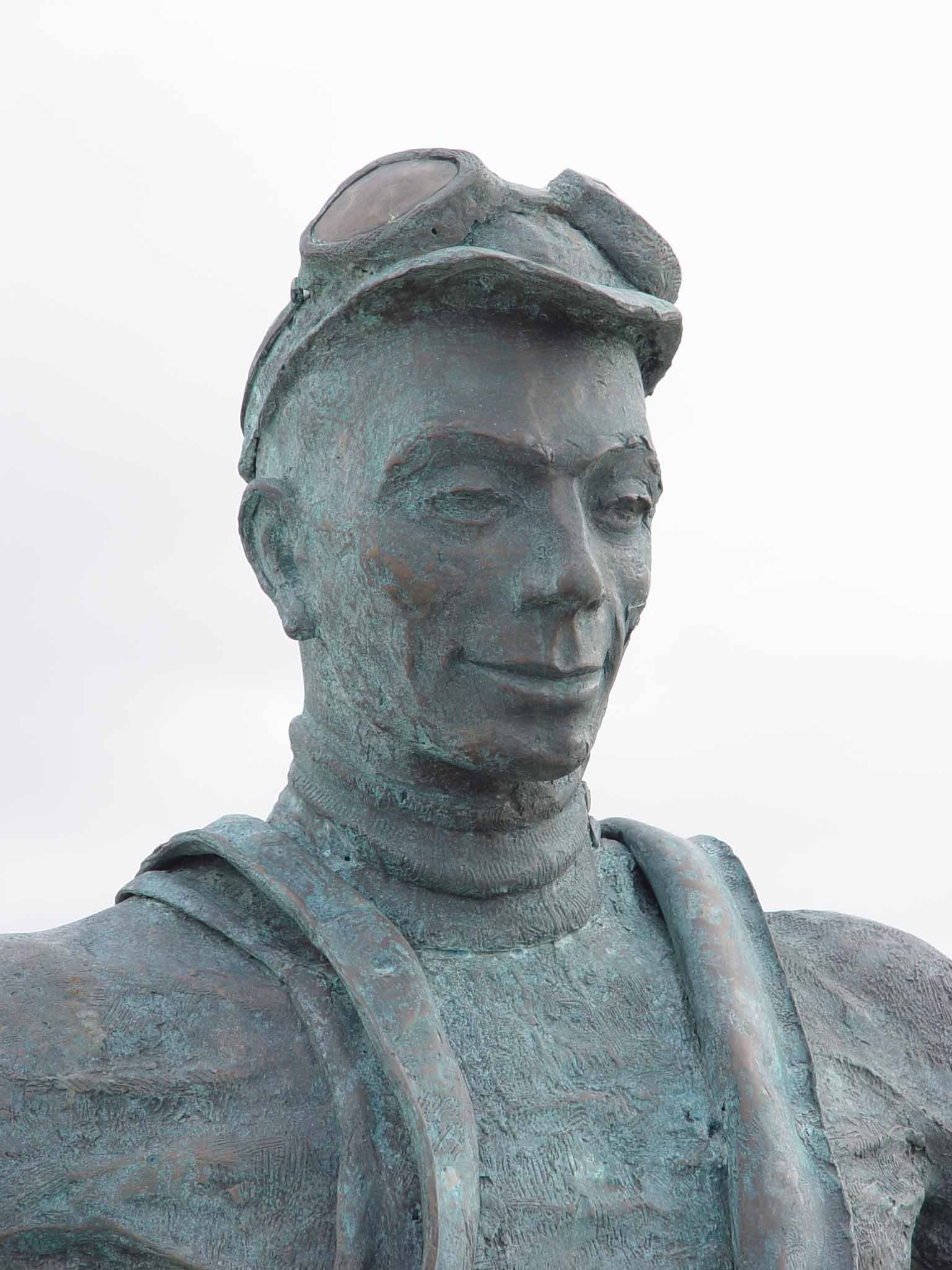
pomnik Nicolasa Frantza

Nicolas Frantz (ur. 4 listopada 1899 w Mamer, zm. 8 listopada 1985 w Luksemburgu) – luksemburski kolarz szosowy i przełajowy, dwukrotny medalista szosowych mistrzostw świata oraz dwukrotny zwycięzca Tour de France.

## Kariera
Pierwszy medal w karierze Nicolas Frantz zdobył w 1929 roku, kiedy zajął drugie miejsce w wyścigu ze startu wspólnego podczas szosowych mistrzostw świata w Zurychu. W zawodach tych wyprzedził go jedynie Belg Georges Ronsse, a trzecie miejsce zajął Włoch Alfredo Binda. Na rozgrywanych trzy lata później mistrzostwach świata w Rzymie był trzeci w tej samej konkurencji. Uległ tam tylko Alfredo Bindzie i jego rodakowi, Remo Bertoniemu. Ponadto wygrał Grand Prix François-Faber w latach 1922, 1923 i 1930, Vuelta al País Vasco w 1926 roku, Paryż-Bruksela w 1927 roku, Paryż-Rennes w 1928 roku, a rok później był najlepszy w Paryż-Tours. Był też między innymi drugi w Ronde van België i Paryż-Tours w 1924 roku oraz Paryż-Bruksela w 1928 roku. Wielokrotnie startował w Tour de France, wygrywając przy tym 20 etapów. W latach 1927 i 1928 zwyciężał w klasyfikacji generalnej, w latach 1924 i 1926 był drugi, a w 1924 roku zajął czwartą pozycję. Podczas edycji w roku 1928 na 100 km przed metą złamał ramę i resztę trasy pokonał na damskim rowerze pożyczonym od jednej z kobiet przyglądającej się zmaganiom kolarzy. Stracił 28 minut, zachował jednak pozycję lidera. Jest jednym z niewielu zawodników, którym udało się nosić żółtą koszulkę lidera od pierwszego do ostatniego etapu bez przerwy. Startował także w kolarstwie przełajowym, zdobywając między innymi mistrzostwo kraju w latach 1923–1924. Nigdy nie wystąpił na igrzyskach olimpijskich. Jako zawodowiec startował w latach 1922–1934.

## Inne ważniejsze zwycięstwa
- 13 razy sięgał po tytuł mistrza Luksemburga na szosie (w tym 12 lat z rzędu – w latach 1923–1934)
- 2 razy był mistrzem Luksemburga w kolarstwie przełajowym (1923, 1924)
- Paryż-Bruksela 1927
- Paryż-Tours 1929
- 2 etapy na Deutschland Tour 1931